# Pensionsaffären i ABB
Pensionsaffären i ABB var en affär som fick stor uppmärksamhet i svensk media 2002 och rörde stora pensionsutbetalningar från ABB till dess högsta befattningshavare.
Percy Barnevik hade från sin tid som VD på ABB ett pensionsavtal, som 2002 fick medial uppmärksamhet i Sverige, dels för sin storlek, och dels för det faktum att ABB:s dåvarande ledning ifrågasatte avtalet.
Under de åtta åren som VD för ASEA följt av nio år som VD för ABB ökade företagets aktiekurs 87 gånger, motsvarande en årlig genomsnittlig ökning om 30 % under de 17 åren. Redovisad nettovinst ökade 60 gånger och försäljningen 30 gånger. Redovisningen i ABB var dock vilseledande enligt bland annat Peter Wallenberg och företaget var egentligen på randen till obestånd.
Wallenberg har angett att han uppfattade att Barneviks pensionsavtal skulle upprättas efter etablerade schweiziska regler och Barnevik fick förtroendet att ordna detta. Istället beviljade Barnevik sig en engångsersättning av 148 miljoner SFr när han pensionerades som VD 1996.
I mars 2002 publicerades en förlikning, då Barnevik accepterade att återbetala 548 MSEK (och behålla 353 MSEK), samtidigt som förlikningen inte innebar något medgivande om brott eller legal skyldighet att genomföra återbetalningen. Även Barneviks efterträdare Göran Lindahl gjorde samtidigt en motsvarande förlikning.